# Anisarthron barbipes
Anisarthron barbipes là một loài bọ cánh cứng trong họ Cerambycidae.